# Se7en (cântăreț)
Choi Dong-wook (n. 9 noiembrie 1984) cunoscut după numele de scenă Seven (stilizat ca Se7en), este un cântăreț sud-coreean. El a început pregătirea în cadrul agenției de management YG Entertainment la vârsta de 15 ani. După 4 ani de formare profesională în voce și dans, a debutat în 2003.

## Cariera
Se7en a călătorit în toată Asia, în special Japonia, Taiwan, Thailanda, Coreea și Hong Kong. El a cântat, de asemenea, de câteva ori în Statele Unite, în special în Los Angeles (Grand Olympic și la Hollywood Bowl), New York City (Madison Square Garden), și Washington DC (DAR Constitution Hall).
A susținut un total de cinci concerte în Japonia: unul a avut loc în 2005, la Yokohama, iar în anul 2006, două au avut loc în Tokyo, și două în Osaka. A câștigat un premiu pentru Cel Mai Popular Cântăreț Coreean la Premiile MTV Asia în Bangkok, Thailanda, și premiul MTV Best Buzz Asia 2006.
Pe 7 aprilie 2007, concertul său "747" a avut loc la stadionul olimpic din Seul, fiind ultima sa activitate în Coreea în 2007. El a susținut un alt turneu în Japonia numit "7rhythm" la Tokyo, Osaka și Nagoya la începutul lunii iulie. Se7en se pregătea pentru debutul în SUA, care a fost programat în 2009.

### Debutul în America

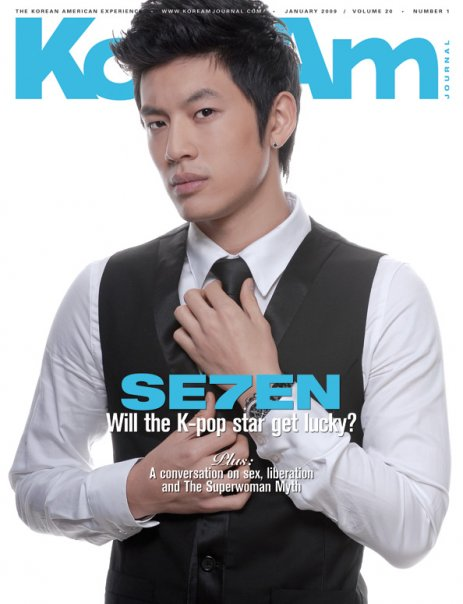
Pe coperta revistei KoreAm, ianuarie 2009

Se7en și YG Family (inclusiv Big Bang, 2NE1, Jinusean și Gummy) au avut o apariție la MTV K, urmată de 3 concerte în Washington DC, New York, și Los Angeles, pentru a sărbători cea de-a 10a aniversare a YG Family și pentru a contribui la promovarea lui Se7en înainte de debutul său în SUA. Documentarul MTV K a fost difuzat pe 11 decembrie 2006.
Se7en apare ca invitat special în melodia Take Control, de pe albumul lui Amerie, Because I Love It, care a fost lansat în mai 2007.
Yang Hyun Suk, (director executiv al YG Entertainment) a anunțat că Fabolous va apărea pe primul album american al lui Se7en. Cu toate acestea, din cauză că melodia sa de debut "This is My Year" featuring Fabolous, produsă de Rich Harrison și Lionell Davis, a fost divulgată publicului pe MySpace și YouTube în martie 2007, în debutul lui Se7en din SUA au intervenit schimbări.
Se7en a lucrat cu fostul director executiv al Casei de Discuri LaFace, Mark Shimmel, câștigătorul premiului Grammy, Rich Harrison și producătorul Lionell Davis, pentru primul său album american. O echipă de producție nouă, numită Noize Trip Arhivat în 21 iunie 2007, la Wayback Machine., care a produs "Disco Club" a celor de la The Black Eyed Peas, a contribuit la lucru. De asemenea, a fost făcută o declarație conform căreia Teddy din 1TYM a compus un cântec pentru albumul american al lui Se7en și, eventual, va face mai multe melodii. Darkchild, de asemenea, s-a alăturat echipei și a produs piese pentru Se7en. A fost comunicat pe blogul celor de la Far East Movement, faptul că atât ei, cât și cei de la Three 6 Mafia vor participa, de asemenea, în viitorul său album în limba engleză.
YG Entertainment și Se7en au luat măsurile necesare pentru a îi asigura debutul cum ar fi înregistrarea legală a numelui său în America.
Se7en a început promovarea cântecelor sale în limba engleză printr-un turneu avanpremieră al albumului american, cu prima oprire la Hiro Ballroom în New York pe 14 martie 2008. Trei dintre piesele lui de pe albumul din SUA au putut fi ascultate la petrecerea avanpremieră. El a susținut și alte petreceri avanpremieră ale albumului în SUA și Canada, sponsorizate de Verizon Wireless.
Pe 10 martie 2009, primul single al lui Se7en,"Them Girls" featuring Lil' Kim a fost lansat prin intermediul magazinelor digitale, cum ar fi iTunes și Amazon MP3. Videoclipul pentru "Girls" a fost, de asemenea, lansat pe MySpace în aceeași zi.
Videoclipul "Girls" a avut premiera pe BET 106 & Park pe 02 iunie 2009.

### Cariera de actor
Se7en a acceptat rolul principal în drama coreeană Goong S, un derivat al dramei Goong. Primul episod al serie Goong S a avut premiera pe 10 ianuarie 2007 pe postul de televiziune MBC; ratingul mediu la nivel național pentru întreaga serie a fost de 9,7%.
Goong S a fost cel mai căutat și reurmărit serial online. El s-a clasat mai sus decât concurenții săi de pe posturile KBS2 și SBS. Drama a câștigat, de asemenea, o largă varietate de sprijin din partea fanilor internaționali din SUA, Thailanda, Malaezia, Brazilia, Australia și Singapore.
Se7en a declarat intenția de a continua cu actoria în viitorul apropiat. El a spus că, deși drama nu s-a bucurat de un mare succes, el nu regretă niciodată faptul că a acceptat rolul personajului său în dramă. Chiar l-a ajutat să pună sentimente în interpretarea cântecelor. A menționat de asemenea că este recunoscător pentru șansa de a lucra cu această echipă și pentru că a evoluat în carieră prin actorie.

### Vocea
Registrul vocal al lui Se7en poate fi considerat de tenor. Vocea sa poate fi descrisă ca fiind cât mai ușoară, moale, și, uneori, ușor abrazivă (vezi vocal belting), atunci când melodii, precum „Crazy”, „La La La” și „I Know”, o cer. El cântă adesea cu un vibrato în glas, fapt pentru care cântăreții americani de R&B sunt cunoscuți, și, de asemenea, include beatboxingul în multe din piesele sale, cum ar fi „Passion”. Se7en susține o concepție de neclintit cum că nu ar trebui să facă play-back în timpul spectacolelor live.

## Viața personală
Se7en a anunțat în iunie 2009 că are o relație cu actrița Park Han Byul de când erau în ultimul an de liceu. Han Byul a apărut în videoclipul lui Se7en la piesa „Going Crazy”.

## Discografie

### Albume coreene
- 2003: Just listen
- 2004: Must listen
- 2006: 24/Se7en
- 2006: Se7olution
- 2010: Digital Bounce

### Discuri single coreene
- 2004: Crazy
- 2007: 747

### Albume japoneze
- 2006: First SE7EN

### Discuri single japoneze
- 2005: Hikari
- 2005: Style
- 2005: Start line
- 2006: I wanna...
- 2007: Aitai
- 2007: Ari no mama
- 2008: Kimi dake ni

### Discuri single în engleză
- 2008: Girls (featuring Lil Kim)
- 2008: Girls (Remix) (featuring Lil Kim & J.Reu)

## Premii
- 2003 Noiembrie 27 : M.net Music Video Festival - Cel Mai Bun Videoclip al unui Interpret Debutant
- 2003 Decembrie 5 : SBS The 18th Golden Disc - Interpret Debutant
- 2003 Decembrie 10 : KMTV Korean Music Awards - Cel Mai Bun Interpret Debutant
- 2003 Decembrie 12 : MTV Korea Seoul Music Awards - Interpret Debutant
- 2003 Decembrie 29 : SBS Popular Song Awards - Interpret Debutant
- 2003 Decembrie 29 : MBC Entertainment Awards - secțiunea cântăreți Pop - Premiu Special
- 2003 Decembrie 31 : MBC Top Ten Vocalist Awards - Interpret Debutant
- 2004 Decembrie 2 : SBS The 19th Golden Disc - Premiul Principal + Premiul de popularitate pentru videoclip
- 2004 Decembrie 4 : M.net & KM Music Video Festival - Cel Mai Bun Interpret
- 2004 Decembrie 30 : KBS Music Awards - Premiul Principal
- 2004 Decembrie 31 : MBC Top Ten Vocalist Award - Premiul Principal
- 2005 Mai 28 : Channel V Thailand Awards - Senzația Asiei
- 2006 Ianuarie 14 : China Original Music Ranking Chart SPRITE Awards - Cel Mai Bun Artist în Asia
- 2006 Martie 9 : Japan Gold Disc Awards - Premiu Special
- 2006 Mai 6 : MTV Asia Awards - Artistul Preferat din Coreea
- 2006 Mai 27 : MTV Video Music Awards Japan - Best Buzz Asia din Coreea
- 2006 Decembrie 1: MTV Korea 16th Seoul Music Awards - Cel Mai Bun Videoclip - 난 알아요
- 2006 Decembrie 29: SBS Gayo Daejun - Artist de Top (Bonsang)
- 2007 August 21: M.net Summer Break 20's Choice - Cel Mai Bun Artist